# Memoria no olvidada
La memoria no olvidada es un documental español de 2018, dirigido por Isabel Ginés y Carlos Gonga, que retrata la lucha silenciada de las víctimas de la dictadura de Francisco Franco durante la represión franquista centrada en el Paredón de España. Ha recibido premios y nominaciones en certámenes de cine nacionales e internacionales.

## Sinopsis
Documental independiente sobre memoria histórica. La memoria no olvidada, centrado en la represión franquista y en las fosas comunes de fusilados en el conocido como Paredón de España, en Paterna. 
Entrevistas a 18 víctimas, mayoritariamente hijas de fusilados que quedan con vida, que ya rondan los 90 años. Conversaciones, con los  arqueólogos, los  antropólogos y  médicos forenses que exhuman las fosas y analizan los cuerpos.
Dirigido por Isabel Ginés y Carlos Gonga, el filme se adentra en las vidas de los familiares de la represión franquista donde cuentan sus penurias y la vida del familiar fusilado.
En el documental conviven los testimonios de familiares de los represaliados con imágenes de Monasterio de San Miguel de los Reyes, el Paredón de Paterna y numerosas manifestaciones. Investigaciones sobre el Paredón de paterna por Vicente Gabarda dio a conocer que 2 238 personas fueron fusiladas. 
El punto de partida de este documental es ir conociendo cada historia y el motivo de su fusilamiento.